# Hymenophyllum nahuelhuapiense
Hymenophyllum nahuelhuapiense là một loài dương xỉ trong họ Hymenophyllaceae. Loài này được Diem & J.S.Licht. mô tả khoa học đầu tiên năm 1959.
Danh pháp khoa học của loài này chưa được làm sáng tỏ. 